# Plankton
Plankton je naziv grčkog porijekla i označava zajednicu živih organizama koji plutaju i ne raspolažu vidljivim sposobnostima za kretanje. Njihovo gibanje ovisi o gibanju vode. Organizme koji plutaju u vodi, ali mogu plivati i suprotno od vodenih strujanja naziva se još i nektonima.

## Životni okoliš
Plankton je prisutan u gotovo svim vodama na Zemlji. Međutim, u većini morskih područja je prisutnost hranjivih tvari zanemariva, pa otuda je i količina planktona u njima vrlo mala i stoga se smatraju ekološkim pustinjama. Ako se u vodama stajaćicama ili rijekama nađe pretjerana količina hranjivih tvari, može se dogoditi da to dovede do suprotnog rezultata, naime, da fosfati, kao ograničavajući faktor prehrane planktona postane dominantan (kao otpadni produkt umjetnog gnojenja poljoprivrednih površina dospijeva oborinskom vodom u slatkovodne resurse na kopnu), i dovede do svoje suprotnosti i "zaguši" prirodnu cirkulaciju između planktona, vode i fosfata pa otuda i svi živi organizmi u vodi (i plankton) izgube neophodan kisik i uguše se. Slatkovodni plankton naziva se limnoplankton, a morski haliplankton.

## Veličina
Plankton postoji u svim mogućim oblicima i veličinama. Posebno sitni organizmi (4-40 µm) ubrajaju se u nanoplankton. Najmanji oblici su bakterije, u jednu žličicu vode stalo bi ih 2 milijuna. Ali i veći predstavnici fitoplanktona su manji od presjeka ljudske kose. I zooplanktona ima sićušnih, ali i takvih koji mogu imati i do 9 metara, kao, recimo neke vrste meduza koje ne mogu aktivno plivati, nego samo plutaju sa strujom, i ubrajaju se isto u plankton. 
Razlikuju se:
- bakterijski plankton
- fitoplankton (biljni plankton)
- zooplankton (životinjski plankton)

## Zooplankton
Prema dosadašnjim saznanjima, najveći dio životinjske biomase čini vrsta odnosno porodica kopepoda. Bez planktona arktičkih voda ne bi mogli postojati veliki kitovi usani, kao primjerice plavi kitovi ili kitovi perajari, njhova prehrambena podloga je upravo zooplankton kojeg "filtriraju" svojim usima. Velika jata riba također se hrane masom planktona.

## Fitoplankton
Jednostanične alge kremenjašice čine najveći dio mase fitoplanktona. Prema novijim istraživanjima, čini se da je apsolutno najveća količina ugljičnog dioksida vezana u biljnom planktonu, a ne, kao što se ranije smatralo, u tropskim šumama. 

## Životinje koje filtriraju plankton
- Plavi kit
- Kit perajar
- Kitopsina Rhincodon typus
- Divovska psina
- Flamingo